# Dixon (processore)
Dixon è il nome in codice di un processore Intel pensato per l'utilizzo nei computer portatili, chiamato Mobile Pentium II PE e venne presentato il 25 gennaio 1999 come successore del core Tonga che veniva però commercializzato con il marchio Pentium II-M. A quei tempi, le CPU utilizzate nei sistemi mobile non erano ancora specificatamente progettate per questo scopo (cosa che è avvenuta solo a partire dal 2003 con il primo Pentium M, Banias) ma si limitavano ad alcuni affinamenti progettuali delle versioni desktop (in questo caso il Pentium II basato sul core Deschutes, al pari del predecessore) al fine di ridurne il consumo e poter quindi contribuire al contenimento dei consumi e quindi alla maggior durata delle batterie utilizzate in questo tipo di sistemi.

## Caratteristiche tecniche
A differenza del core Tonga, alla base del Pentium II-M, Dixon differiva in maniera significativa dal Pentium II Deschutes da cui derivava. Anch'esso era in grado di funzionare a voltaggio ridotto e con consumi più contenuti rispetto al core Deschutes, manteneva il pieno supporto alle istruzioni MMX e il processo produttivo a 250 nm, mentre la tensione era scesa fino a 1,5 V, mantenendo il bus a 66 MHz.
A parte la tensione di alimentazione tali caratteristiche erano praticamente le stesse del predecessore, la vera novità architetturale introdotta con Dixon risiedeva nella cache L2; sulla scorta di quanto già sperimentato con la seconda generazione di Celeron, basata sul core Mendocino anch'esso derivato dal Pentium II, Intel decise di inserire la cache direttamente all'interno del core, e non più di saldarla sulla SECC, cioè esterna al cuore elaborativo della CPU stessa. Il processo produttivo a 250 nm, non consentiva allora di implementare ben 512 KB di cache nella piastrina di silicio del core, e quindi Intel decise di inserirne la metà, ma facendola funzionare in sincrono con il BUS del processore e non alla metà della velocità, come nei processori precedenti, vale a dire 66 MHz. Intel era certa che la minor quantità di memoria sarebbe stata compensata, nelle prestazioni, dalla ridotta latenza di accesso che questa soluzione comportava, e i fatti le diedero poi ragione, tant'è vero che successivamente tale scelta progettuale verrà mantenuta anche per tutti i successivi processori, a partire dal Pentium III Coppermine, il primo a non sfruttare lo Slot 1, ma un classico socket, il 370, per connettersi alla scheda madre.
Proprio in virtù di questa nuova scelta progettuale che abbassava i costi mantenendo alte le prestazioni, Intel aggiunse il suffisso "PE" al nuovo processore indicando con tale sigla le parole: "Performance Enhanced".
Per conservare la compatibilità con il processore precedente, anche Dixon utilizzava il "modulo" MMC-1, sebbene la sua reale utilità fosse ormai diventata molto discutibile dato che non doveva più ospitare anche la cache L2 oltre al core. Il modulo MMC-1 era poi collegato alla scheda madre mediante il Socket 615.

## Modelli
La tabella seguente mostra i modelli di Mobile Pentium II PE, tutti basati sul core Dixon, arrivati sul mercato. Molti di questi condividono caratteristiche comuni pur essendo basati su core diversi; per questo motivo, allo scopo di rendere maggiormente evidente tali affinità e "alleggerire" la visualizzazione alcune colonne mostrano un valore comune a più righe. Di seguito anche una legenda dei termini (alcuni abbreviati) usati per l'intestazione delle colonne:
- Nome Commerciale: si intende il nome con cui è stato immesso in commercio quel particolare esemplare.
- Data: si intende la data di immissione sul mercato di quel particolare esemplare.
- Socket: lo zoccolo della scheda madre in cui viene inserito il processore. In questo caso il numero rappresenta oltre al nome anche il numero dei pin di contatto.
- Clock: la frequenza di funzionamento del processore.
- Molt.: sta per "Moltiplicatore" ovvero il fattore di moltiplicazione per il quale bisogna moltiplicare la frequenza di bus per ottenere la frequenza del processore.
- Pr.Prod.: sta per "Processo produttivo" e indica tipicamente la dimensione dei gate dei transistors (180 nm, 130 nm, 90 nm) e il numero di transistor integrati nel processore espresso in milioni.
- Voltag.: sta per "Voltaggio" e indica la tensione di alimentazione del processore.
- Watt: si intende il consumo massimo di quel particolare esemplare.
- Bus: frequenza del bus di sistema.
- Cache: dimensione delle cache di 1º e 2º livello.
- XD: sta per "XD-bit" e indica l'implementazione della tecnologia di sicurezza che evita l'esecuzione di codice malevolo sul computer.
- 64: sta per "EM64T" e indica l'implementazione della tecnologia a 64 bit di Intel.
- HT: sta per "Hyper-Threading" e indica l'implementazione della esclusiva tecnologia Intel che consente al sistema operativo di vedere 2 core logici.
- ST: sta per "SpeedStep Technology" ovvero la tecnologia di risparmio energetico sviluppata da Intel e inserita negli ultimi Pentium 4 Prescott serie 6xx per contenere il consumo massimo.
- VT: sta per "Vanderpool Technology", la tecnologia di virtualizzazione che rende possibile l'esecuzione simultanea di più sistemi operativi differenti contemporaneamente.

| Nome Commerciale             | Data        | Socket      | Clock   | Molt. | Pr.Prod.         | Voltag. | Watt   | Bus    | Cache                   | XD | 64 | HT | ST | VT |
| ---------------------------- | ----------- | ----------- | ------- | ----- | ---------------- | ------- | ------ | ------ | ----------------------- | -- | -- | -- | -- | -- |
| Mobile Pentium II PE 266 MHz | 25/gen/1999 | MMC-1 (615) | 266 MHz | 4x    | 250 nm 27,4 mil. | 1,6 V   | 9,8 W  | 66 MHz | L1=32KB L2=256KB L3=0MB | No | No | No | No | No |
| Mobile Pentium II PE 300 MHz | 25/gen/1999 | MMC-1 (615) | 300 MHz | 4,5x  | 250 nm 27,4 mil. | 1,6 V   | 11,1 W | 66 MHz | L1=32KB L2=256KB L3=0MB | No | No | No | No | No |
| Mobile Pentium II PE 333 MHz | 25/gen/1999 | MMC-1 (615) | 333 MHz | 5x    | 250 nm 27,4 mil. | 1,6 V   | 11,8 W | 66 MHz | L1=32KB L2=256KB L3=0MB | No | No | No | No | No |
| Mobile Pentium II PE 366 MHz | 25/gen/1999 | MMC-1 (615) | 366 MHz | 5,5x  | 250 nm 27,4 mil. | 1,6 V   | 13,1 W | 66 MHz | L1=32KB L2=256KB L3=0MB | No | No | No | No | No |
| Mobile Pentium II PE 400 MHz | 25/gen/1999 | MMC-1 (615) | 400 MHz | 6x    | 250 nm 27,4 mil. | 1,55 V  | 13,5 W | 66 MHz | L1=32KB L2=256KB L3=0MB | No | No | No | No | No |

Nota: la tabella soprastante dovrebbe essere un estratto di quella completa contenuta nella pagina del Mobile Pentium II PE. Però, dato che gli unici modelli di Mobile Pentium II PE erano tutti basati sul core Dixon, questa è la "copia" di quella presente nella pagina del Mobile Pentium II PE.

## Il successore
Così come Tonga era stato l'unico rappresentante della famiglia dei Pentium II-M, così anche Dixon fu l'unico rappresentante del Mobile Pentium II PE; successivamente, Intel presentò il Pentium III-M, derivato non più dal Pentium II, ma dal nuovo Pentium III.